# Chorin
Chorin (Tysk udtale: [ˈkoːʁɪn] ) er en kommune i Landkreis Barnim i Brandenburg, Tyskland. Den er mest kendt for sit kloster musikfestivalen Choriner Musiksommer og for at være beliggende i Schorfheide-Chorin biosfærereservat. Det middelalderlige Chorin Kloster er fra middelalderen, og bygget i teglstensgotik.

## Geografi

### Beliggenhed
Chorin kommune ligger i den nordøstlige del af Landkreis Barnim, nord og nordøst for distriktsbyen Eberswalde og nord for Oder-Havel-kanalen. Den ligger på plateauet af randmorænen i Eberswalder Urstromtal.

### Kommunens område
Chorin strækker sig fra Britz i vest til den sydlige bred af Parstein-søen i øst og fra Oder-Havel-kanalen i syd til Serwest i nord. Kommunen Chorin blev oprettet i 1998 ved sammenlægning af de tidligere selvstændige kommuner Chorin, Golzow, Neuehütte, Sandkrug og Senftenhütte. I 2001 blev Brodowin og Serwest indlemmet i Chorin.

### Nærliggende byer og kommuner
Nærliggende byer omfatter Eberswalde mod syd, Joachimsthal mod vest og Angermünde mod nord. Der er ingen andre større byer i nærheden af Chorin; da klosteret blev grundlagt, sørgede cisterciensermunkene dengang for at være så langt væk som muligt fra de nærmeste byer.